# The Idler Wheel...
The Idler Wheel... é o quarto álbum de estúdio da cantora e compositora americana Fiona Apple. Foi lançado em 19 de junho de 2012 pela Epic Records. O álbum estreou em 3º na Billboard 200, vendendo 72.000 cópias em sua primeira semana. O álbum recebeu uma indicação ao Grammy Awards 2013 de Melhor Álbum Alternativo.

## Faixas
Todas as canções foram escritas e compostas por Fiona Apple.
| N.º | Título               | Duração |  |
| 1.  | "Every Single Night" | 3:30    |  |
| 2.  | "Daredevil"          | 3:28    |  |
| 3.  | "Valentine"          | 3:33    |  |
| 4.  | "Jonathan"           | 5:04    |  |
| 5.  | "Left Alone"         | 4:51    |  |
| 6.  | "Werewolf"           | 3:13    |  |
| 7.  | "Periphery"          | 4:58    |  |
| 8.  | "Regret"             | 5:17    |  |
| 9.  | "Anything We Want"   | 4:41    |  |
| 10. | "Hot Knife"          | 4:02    |  |

| Faixas bônus da edição iTunes deluxe |         |         |  |
| N.º                                  | Título  | Duração |  |
| 11.                                  | "Largo" | 2:41    |  |

| DVD bônus (edição deluxe) |                                      |         |  |
| N.º                       | Título                               | Duração |  |
| 1.                        | "Every Single Night" (Livre em SXSW) | 3:19    |  |
| 2.                        | "Anything We Want" (Livre em SXSW)   | 5:00    |  |
| 3.                        | "Fast as You Can" (Livre em SXSW)    | 5:15    |  |
| 4.                        | "A Mistake" (Livre em SXSW)          | 5:53    |  |
| 5.                        | "Sleep to Dream" (Livre em SXSW)     | 4:40    |  |

## Paradas
| Parada (2012)                                          | Melhores |
| ------------------------------------------------------ | -------- |
| Alemanha - Media Control AG                            | 56       |
| Austrália - ARIA Albums Chart                          | 23       |
| Áustria - Ö3 Austria Top 40                            | 44       |
| Bélgica - Ultratop 50 (Flandres)                       | 116      |
| Bélgica - Ultratop 50 (Valónia)                        | 149      |
| Canadá - Canadian Albums Chart                         | 13       |
| Espanha - PROMUSICAE                                   | 100      |
| Estados Unidos - Billboard 200                         | 3        |
| Estados Unidos - álbuns alternativos                   | 1        |
| Estados Unidos - álbuns de rock                        | 1        |
| França - Syndicat National de l'Édition Phonographique | 54       |
| Irlanda - IRMA                                         | 78       |
| Itália - FIMI                                          | 61       |
| Japão - Oricon                                         | 68       |
| México - Top 100 México                                | 91       |
| Nova Zelândia - Recorded Music NZ                      | 30       |
| Países Baixos - Mega Charts                            | 62       |
| Portugal - AFP                                         | 20       |
| Reino Unido - UK Albums Chart                          | 68       |
| Suíça - Schweizer Hitparade                            | 28       |